# Papa Bouba Diop
Papa Bouba Diop (28. ledna 1978, Dakar – 29. listopadu 2020 Paříž) byl senegalský profesionální fotbalista. Obvykle hrál na pozici defenzivního záložníka, ale mohl také hrát jako střední obránce, kde hrál například v Lens. Diop byl považován za silného a agresivního hráče. Jeho herní styl a schopnosti byly srovnávány s Patrickem Vieirou. Diopova druhá reprezentační branka (celkem 11) přinesla porážku 1:0 obhájcům mistrovství světa, Francii, v úvodním zápase Mistrovství světa 2002; byl to historicky první gól Senegalu na Mistrovství světa.

## Smrt
Papa Diop zemřel v Paříži dne 29. listopadu 2020, podle francouzského časopisu L'Équipe na amyotrofickou laterální sklerózu.

## Statistiky

### Klubové
| Klub            | Sezóna  | Liga             | Liga   | Liga | Národní pohár | Národní pohár | Ligový pohár | Ligový pohár | Evropské poháry | Evropské poháry | Ostatní | Ostatní | Celkem | Celkem |
| Klub            | Sezóna  | Liga             | Zápasy | Góly | Zápasy        | Góly          | Zápasy       | Góly         | Zápasy          | Góly            | Zápasy  | Góly    | Zápasy | Góly   |
| --------------- | ------- | ---------------- | ------ | ---- | ------------- | ------------- | ------------ | ------------ | --------------- | --------------- | ------- | ------- | ------ | ------ |
| Neuchâtel Xamax | 2000/01 | Super League     | 20     | 4    | –             | –             | –            | –            | –               | –               | –       | –       | 20     | 4      |
| Grasshoppers    | 2000/01 | Super League     | 11     | 1    | –             | –             | –            | –            | –               | –               | –       | –       | 11     | 1      |
| Grasshoppers    | 2001/02 | Super League     | 18     | 4    | –             | –             | –            | –            | 7               | 0               | –       | –       | 25     | 4      |
| Grasshoppers    | Celkem  | Celkem           | 29     | 5    | –             | –             | –            | –            | 7               | 0               | –       | –       | 36     | 5      |
| Lens            | 2001/02 | Ligue 1          | 5      | 0    | 0             | 0             | –            | –            | –               | –               | –       | –       | 5      | 0      |
| Lens            | 2002/03 | Ligue 1          | 16     | 3    | 0             | 0             | 0            | 0            | 4               | 0               | –       | –       | 20     | 3      |
| Lens            | 2003/04 | Ligue 1          | 26     | 3    | 0             | 0             | 2            | 0            | 4               | 1               | –       | –       | 32     | 4      |
| Lens            | Celkem  | Celkem           | 47     | 6    | 0             | 0             | 2            | 0            | 10              | 1               | –       | –       | 57     | 7      |
| Fulham          | 2004/05 | Premier League   | 29     | 6    | 3             | 1             | 3            | 0            | –               | –               | –       | –       | 35     | 7      |
| Fulham          | 2005/06 | Premier League   | 22     | 2    | 0             | 0             | 1            | 0            | –               | –               | –       | –       | 23     | 2      |
| Fulham          | 2006/07 | Premier League   | 23     | 0    | 1             | 0             | 0            | 0            | –               | –               | –       | –       | 24     | 0      |
| Fulham          | 2007/08 | Premier League   | 2      | 0    | 0             | 0             | –            | –            | –               | –               | –       | –       | 2      | 0      |
| Fulham          | Celkem  | Celkem           | 76     | 8    | 4             | 1             | 4            | 0            | –               | –               | –       | –       | 84     | 9      |
| Portsmouth      | 2007/08 | Premier League   | 25     | 0    | 5             | 0             | 2            | 0            | –               | –               | –       | –       | 32     | 0      |
| Portsmouth      | 2008/09 | Premier League   | 16     | 0    | 0             | 0             | 0            | 0            | 4               | 0               | 1       | 0       | 21     | 0      |
| Portsmouth      | 2009/10 | Premier League   | 12     | 0    | 7             | 0             | 0            | 0            | –               | –               | –       | –       | 19     | 0      |
| Portsmouth      | Celkem  | Celkem           | 53     | 0    | 12            | 0             | 2            | 0            | 4               | 0               | 1       | 0       | 72     | 0      |
| AEK Athény      | 2010/11 | Superliga        | 19     | 1    | 6             | 0             | –            | –            | 7               | 1               | 5       | 2       | 37     | 4      |
| West Ham        | 2011/12 | EFL Championship | 16     | 1    | 0             | 0             | 0            | 0            | –               | –               | –       | –       | 16     | 1      |
| Birmingham City | 2012/13 | EFL Championship | 2      | 1    | 0             | 0             | 0            | 0            | –               | –               | –       | –       | 2      | 1      |
| Celkem          | Celkem  | Celkem           | 262    | 26   | 22            | 1             | 8            | 0            | 26              | 2               | 6       | 2       | 324    | 31     |

1. ↑  Zápasy v FA Cupu a Řeckém fotbalovém poháru
2. ↑  Zápasy v Coupe de la Ligue a EFL Cupu
3. 1 2  Zápasy v Lize mistrů UEFA
4. 1 2 3  Zápasy v Poháru UEFA
5. ↑  Zápas v Community Shield
6. ↑  Zápasy v Evropské lize UEFA
7. ↑  Zápasy v Play-off Řecké Superlize

### Reprezentační
| Senegal | Senegal | Senegal |
| Rok     | Zápasy  | Góly    |
| ------- | ------- | ------- |
| 2001    | 5       | 1       |
| 2002    | 14      | 5       |
| 2003    | 7       | 1       |
| 2004    | 14      | 3       |
| 2005    | 5       | 0       |
| 2006    | 11      | 1       |
| 2007    | 4       | 0       |
| 2008    | 3       | 0       |
| Celkem  | 63      | 11      |

Skóre a výsledky Senegalu jsou vždy zapisovány jako první
| Gól | Datum             | Místo                                               | Soupeř      | Skóre | Výsledek | Soutěž                                |
| --- | ----------------- | --------------------------------------------------- | ----------- | ----- | -------- | ------------------------------------- |
| 1.  | 8. listopadu 2001 | Jeonju World Cup Stadium, Čondžu, Jižní Korea       | Jižní Korea | 1:0   | 1:0      | Přátelské zápasy                      |
| 2.  | 2. února 2002     | Stade Modibo Kéïta, Bamako, Mali                    | Nigérie     | 1:0   | 2:1      | Africký pohár národů 2002             |
| 3.  | 27. března 2002   | Stade Léopold Sédar Senghor, Dakar, Senegal         | Bolívie     | 1:0   | 2:1      | Přátelské zápasy                      |
| 4.  | 31. května 2002   | Seoul World Cup Stadium, Soul, Jižní Korea          | Francie     | 1:0   | 1:0      | Mistrovství světa 2002                |
| 5.  | 11. června 2002   | Suwon World Cup Stadium, Suwon, Jižní Korea         | Uruguay     | 2:0   | 3:3      | Mistrovství světa 2002                |
| 6.  | 11. června 2002   | Suwon World Cup Stadium, Suwon, Jižní Korea         | Uruguay     | 3:0   | 3:3      | Mistrovství světa 2002                |
| 7.  | 10. září 2003     | Denka Big Swan Stadium, Niigata, Japonsko           | Japonsko    | 1:0   | 1:0      | Kirin Cup 2003                        |
| 8.  | 30. ledna 2004    | Stade 15 Octobre, Bizerte, Tunisko                  | Keňa        | 2:0   | 3:0      | Africký pohár národů 2004             |
| 9.  | 20. června 2004   | Stade de Kégué, Lomé, Togo                          | Togo        | 1:2   | 1:3      | Kvalifikace na Mistrovství světa 2006 |
| 10. | 10. října 2004    | Samuel Kanyon Doe Sports Complex, Monrovia, Libérie | Libérie     | 1:0   | 3:0      | Kvalifikace na Mistrovství světa 2006 |
| 11. | 3. února 2006     | Harras El Hodoud Stadium, Alexandria, Egypt         | Guinea      | 1:1   | 3:2      | Africký pohár národů 2006             |

## Ocenění
Grasshopper Club Zürich
- Švýcarská Super League: 2000/01

Portsmouth
- FA Cup: 2007/08

AEK Athény
- Řecký fotbalový pohár: 2010/11

Senegal
- Africký pohár národů: 2002 (2. místo)[6]